# Бардин, Павел Гарриевич
Па́вел Га́рриевич Ба́рдин (род. 10 октября 1975, Москва) — российский кинорежиссёр, сценарист и продюсер, журналист, редактор.

## Биография
Павел Бардин родился в семье известного режиссёра-мультипликатора Гарри Бардина. В старших классах учился в 57-й школе; одноклассник Артемия Лебедева, Егора Холмогорова, Шиша Брянского и Георгия Старостина. Окончил факультет журналистики МГУ по специальности «телевизионная журналистика» (1998); «режиссёр кино и телевидения» Высшие курсы сценаристов и режиссёров (мастерская А. Митты, 2000). Работал журналистом информационно-аналитических телепрограмм РТР, ТВ-6 («Дорожный патруль»), НТВ (1992—2000), шеф-редактором «Известия-Медиа» (2000—2002), программы «Сегодня в 22:00» (2002—2003), ток-шоу «Свобода слова» на НТВ (2003). Жена — актриса Марина Орёл.

## Общественная позиция
В феврале 2013 года выступил против закона о запрете так называемой «пропаганды гомосексуализма», назвав его антинаучным и антигуманным, а поддержку таких инициатив — признаком фашистского государства.
В марте 2014 г. подписал письмо «Мы с Вами!» КиноСоюза в поддержку Украины и выразил своё несогласие с политикой российской власти в Крыму.
В мае 2018 поддержал осужденного в России украинского режиссёра Олега Сенцова.

## Фильмография

### Режиссёр
- 1999 — Герой
- 2004 — Холостяки
- 2005 — Моссад (документальный фильм)
- 2006—2009 — Клуб
- 2007 — Трое и Снежинка
- 2009 — Россия 88
- 2009 — Операция «Праведник»
- 2010 — Гоп-стоп
- 2012 — Россия. Полное затмение (документальный сериал)
- 2013 — Салам Масква
- 2015 — Кости (17, 20 и 21 серии)
- 2019 — «Застой 2.0» (клип Лигалайза)
- 2020 — Зона дискомфорта

### Сценарист
- 2009 — Россия 88
- 2010 — Гоп-стоп
- 2015 — сериал «Мосгаз: Паук»

### Продюсер
- 2009 — Россия 88
- 2010 — Гоп-стоп

## Награды
- Первая премия, Фестиваль дебютных и студенческих фильмов «Святая Анна» за фильм «Герой», 1999 год.
- Приз на VIII фестивале «Киношок» за сценарий фильма «Гризли», 1999 год.
- Лауреат Национальной PR-премии «Серебряный лучник», 2002 год.